# Вирусна треска Синдбис
Вирусна (хеморагична) треска Синдбис се нарича доброкачествена комарна треска причинена от вирус Sindbis. Това е инфекциозно заболяване от групата на тропическите комарни трески, характеризиращо се с краткотрайна температура, главоболие, обрив и болки в мускулите и ставите.

## Исторически сведения за заболяването
За пръв път вирусът е изолиран от нобеловия лауреат Макс Тейлър през 1952 г. Това става от възрастен комар от вида Culex univittatus в селцето Синдбис разположено на около 30 km северно от Кайро в делтата на Нил. По-късно вирусът е изолиран и от комари Culex pipiens и врани. В Индия е изолиран от стърчиопашка и комари от род Culex, в ЮАР и Филипините също от комари.

## Разпространение
Заболяването е ендемично за района на делтата на Нил. Тук около 30% от населението над 15 години е с антитела срещу вируса. Заболяването е разпространено още в Уганда, ЮАР, Малайзия, Филипините, Австралия, Индия, Китай и други страни.
Разпространението на вируса е в цялото Източно полукълбо. Описаните случаи в Африка са с по-леко протичане. В Европа симптоматични случаи на треска се диагностицират в района между 60 и 65 паралел в Швеция, Финландия и Карелия (в Русия). Годишно в Швеция се регистрират между 600 и 1200 случая, като в ендемичните райони на Северна Европа разпространението на инфекцията сред различните възрастови групи варира от 2 до 8%. В съседните неендемични райони тя чувствително пада между 0,1 и 0,2%. Заболяването е известно и с различни имена в трите съседни страни: погоста във Финландия, карелска треска в Русия и окелбо в Швеция.

### В България
В България антитела срещу вируса Синдбис са доказани у няколко вида диви птици. Проведено проучване през 1990-те е доказва наличие на циркулация на вируса във всички области на страната. Изолирани са 4 щама на вируса в комари от видовете Culex pipiens, Culex modestus, Anopheles maculipennis, Culiseta annulata и Mansonia richardii уловени от Аркутино, Приморско, Сребърна и край Марица. Не е регистрирано заболяване сред хората, но това вероятно се дължи на неразпознаване на инфекцията.

## Етиология
Хеморагичната треска се причинява от РНК-вирус от род Alphavirus. Към него са класифицирни и други вируси причинители на тропически трески със сходни признаци като о`ньонг ньонг и чикунгуня. Вирусът е с икосаедрален нуклеокапсид, обвит с двойна липидна мембрана с 80 гликопротеидни изпъквания. Големината на вирусната частица е 60 nm. Геномът и е едноверижна РНК с положителна полярност. Притежава комплементсвързващ антиген на нуклеокапсида, вируснеутрализиращ и хемаглутиниращ гликопротеинни антигени, разположени в обвивката на вириона.
Вирусните щамове се групират в два типа – европейско-африкански и азиатско-австралийски.

## Епидемиология
Птиците са основен резервоар и източник на зараза. Болният човек по време на виремия, макар и за кратко също може също да бъде източник на зараза. В природата вирусът циркулира между дивите птици и орнитофилните комари от род Culex. Мигриращите птици осигуряват разпространението на инфекцията на далечни разстояния. В Скандинавия и Русия заболяването Синдбис е характерно за възрастни лица работещи или почиващи в гористи местности. В този район ензоотичния цикъл се движи между местните видове комари от родовете Culex и Culiseta и врабчовите птици.
Механизмът на предаване е трансмисивен, с преносител комари. Наблюдава се широко разпространение на заразата в сезоните на валежи. В Северните части пикът е през лятото, когато летежът на комарите е усилен. От епидемиологична гледна точка интерес представлява и заболяването западнонилска треска. Причината за това е, че двете заболявания имат обща биоценоза на гостоприемници (диви птици) и преносители (комари). В района на река Нил и Израел населението с антитела срещу едното заболяване има антитела и срещу второто.
След преболедуване се образува траен имунитет.

## Патогенеза
Входната врата за вируса е мястото на ухапване. Оттук вирусът прониква директно в кръвния ток. Първата репликация се извършва в ендотела на капилярите. Следва кратка виремия и от там вирусните частици нападат вътрешни органи. Тук отново се намножават и напускайки ги причиняват втора фаза на виремия. Прицелни органи се оказват мускулите, нервна система, далак и черен дроб.

## Клинични признаци
Инкубационният период е в рамките на 7 до 14 дни след ухапване. Заболяването започва остро с втрисане, бързо покачване на телесната температура, краниофарингеален синдром, мускулни болки и главоболие. Температурата е повишена около една седмица. При някои от случаите се появява обрив. Развива се болка в ставите – основно в малките стави на ръцете и краката, а по-късно и в коленете, раменете, тила и гърба. В района на Европа и Близкия изток преобладават заболявания протичащи с болки в ставите и обрив.
Не се наблюдават хеморагични прояви. Заболяването продължава до 10 дни. Възстановяването е бързо. При около 30% от случаите са възможни продължителни ставни болки след преболедуване, продължаващи месеци и години.

## Диагноза
Диагнозата се основава на данните от епизоотологичното проучване, клиничните признаци, данни от лабораторните изследвания и диференциалната диагноза.

### Лабораторна диагноза
Вирусът може да бъде изолиран до 36-ия час след началото на заболяването. За целта интрацеребрално се заразяват малки бели мишлета. Същите развиват до няколко дни признаци на заболяване. Вирусната частица се открива в мозъка на мишлетата с помощта на методите РСК, ELISA или имунофлуоресценция. Вирусът може да се изолира и с помощта на клетъчни култури.
Серологичната диагноза цели откриване на антитела в кръвния серум. Диагностицирането става с реакциите задръжка на хемаглутинация, РСК, ELISA, имунофлуоресценция и реакция неутрализация.

### Патологоанатомична диагноза
При хистологично изследване се наблюдават изменения в амоновия рог, изразяващи се в пролиферация на клетъчните елементи на съдовата стена, оток на ендотелните клетки, водещ до стеснение на капилярите. Последното може да е причина до микронекрози в нервната тъкан. Възможна е дистрофия на далак, черен дроб и мускули.

### Диференциална диагноза
Нужно е да се вземат предвид други фебрилни заболявания със сходни признаци като:
- Грип
- Вирусна треска Рос Ривър
- Вирусна треска Майаро
- Чикунгуня
- Папатациева треска

## Лечение
Провежда се патогенетично и симптоматично лечение.

## Профилактика
Ефективни мерки за предпазване от заболяването е борбата с комарите, замрежване на прозорците, ползване на подходящо облекло при работа на открито, употреба на репеленти.